# Marième Badiane
Marième Badiane  (Brest, Francia, 24 de octubre de 1995) es una jugadora de baloncesto francesa. Con 1.90 metros de estatura, juega en la posición de ala-pívot.